# جامعة الزهراء للعلوم الدينية
جامعة الزهراء للعلوم الدينية هي مؤسسة علمية دينية شيعية تهدف إلى تهيئة وإعداد كوادر نسائية. يعتبر محمد باقر الصدر المخطط الرئيسي لفكرتها، ونفذها محمد محمد صادق الصدر بتاريخ 17 محرم 1417 هـ. وتعتبر الكيان النسوي لجامعة الصدر الدينية.
لجامعة الزهراء فروع موزعة في مناطق متعددة في مراكز المحافظات العراقية: (بغداد، البصرة، الكوت، الناصرية، الديوانية، كربلاء، الحلة، السماوة، العمارة، الكاظمية)، بالإضافة إلى الفرع الرئيسي في النجف.